# 孙峰 (政治人物)
孙峰（1958年6月—），黑龙江宝清人，中华人民共和国政治人物。

## 生平
1975年，黑龙江省宝清县青山公社务农、水利技术员；1978年，在哈尔滨建筑工程学院基础部力学专业学习。1982年，毕业后在哈尔滨建筑工程学院助教、讲师。1990年12月，任哈尔滨建筑工程学院科研处副科长、科长、副处长、校长办公室副主任。1995年，任华南建设学院（西院）科研处副处长、处长。2001年，任广州市荔湾区人民政府副区长。2005年9月，任广州市越秀区人民政府副区长、民盟广州市委会兼职副主委；2006年11月，任民盟广州市委会主任委员。
2007年1月，任广州市政协副主席。2007年，任广州市政协副主席、民盟广州市委会主任委员、广州市民政局副局长。2011年，任广州市政协副主席、民盟广州市委会主任委员、广州市民政局局长。2012年12月，任广州市政协副主席、民盟广州市委会主任委员。2015年7月20日，因涉嫌严重违纪违法问题，接受调查。2015年9月24日，免去市政协副主席孙峰副主席职务。2016年11月，因严重违纪涉嫌违法受到开除党籍、开除公职等处分，并被移送司法机关依法处理。
2017年7月，孙峰因犯受贿罪被判处有期徒刑三年六个月，并处罚金25万元。其妻任珉亦被同案判处有期徒刑一年四个月，缓刑两年，并处罚金20万元。